# Pic Abadías
El Pic Abadías o simplement Abadías és una muntanya de 3.279 m d'altitud, amb una prominència de 29 m, que es troba al massís de la Maladeta, província d'Osca (Aragó).